# هارمان للصناعات الدولية
هارمان للصناعات الدولية (بالإنجليزية: Harman International Industries)‏ هي شركة دولية للأجهزة الصوتية. والشركة تصمم، تصنع وتسوق المنتجات الصوتية للسيارات، المنازل والمسارح، وأيضا الإليكترونيات للمحترفي الصوتيات. وتصنع الشركة مكبرال الصوت، مشغلات الأقراص المضغوطه ودي في دي، مسجلات الأقراص المضغوطة والمضخمات تحت أسماء تجارية مختلفه مثل هارمان كاردون (بالإنجليزية: Harman Kardo)‏ وإنفينيتي (بالإنجليزية: Infinity)‏. ويبيع قسم المركبات في الشركة أنظمة صوتية من خلال عدد من مصنعي السيارات، وتشمل مرسيدس بنز، تويوتا/لكزس، بي إم دبليو وجنرال موتورز. وتصنع وحدتها المتخصصة تجهيزات صوتيه مثل المضخمات والمصدحات لأستديوهات التسجيلات وقاعات السينما. ويقع مقر الشركة الرئيس في كونيتيكت، ولها مواقع عمليات رئيسه في الأمريكتان، أوروبا وآسيا.

## الاستحواذ والتوسع
قامت شركهSamsung بالستحواذ على تلك الشركة لادخال سماعات استيريو قويه على جهازها الجديد S9

## وصلات خارجية
- هارمان الدولية